# Цвентиболд
Цвентиболд (на немски: Zwentibold, Zwentibald; * 870/871; † 13 август 900) от рода Каролинги, е от май 895 до 900 г. крал на Лотарингия.

## Биография
Той е първият, но извънбрачен син, на император Арнулф Каринтийски. Предвиден е за наследник на баща си. Полубрат е на родения през 893 г. Лудвиг IV Детето, легитимният син на Арнулф. Цвентиболд получава името си в чест на своя кръстник Святополк I.
Цвентиболд се жени между 27 март и 13 юни 897 г. за Ода Саксонска (* 875/880; † 2 юли сл. 952), дъщеря на херцог Отон I Сиятелния от род Лиудолфинги. Няма деца. Той помага за строителството на църкви и манастири.
Той е убит на 13 август 900 г. близо до Сустерен (днес в провинция Лимбург, Нидерландия) в битка против графовете Герхард, Матфрид и Стефан от род Матфриди. Неговият гроб се намира в тамошния манастир. В Лотарингия е честван като локален Светия (чества се на 13 август).
След неговата смърт съпругата му Ода се омъжва същата година за граф Герхард I от Мец († 22 юни 910), който победил съпруга ѝ, а Лортарингия е присъединена отново към Източнофранкското кралство с крал полубрат му Лудвиг IV Детето.